# Horodîșce, Perevalsk
Horodîșce (în ucraineană Городище) este o așezare de tip urban din raionul Perevalsk, regiunea Luhansk, Ucraina. În afara localității principale, nu cuprinde și alte sate.

## Demografie
Componența lingvistică a așezării de tip urban Horodîșce
     Rusă (97,8%)
     Ucraineană (2,17%)
Conform recensământului din 2001, majoritatea populației așezării de tip urban Horodîșce era vorbitoare de rusă (97,8%), existând în minoritate și vorbitori de ucraineană (2,17%).